# Liste der Naturdenkmäler im Landkreis Bad Tölz-Wolfratshausen
Im Landkreis Bad Tölz-Wolfratshausen gibt es über 200 Naturdenkmäler, davon ca. 100 Baum-Naturdenkmäler und mindestens 24 Geotop-Naturdenkmäler. Die andernorts angegebene Zahl von 133 Naturdenkmälern ist wohl unrichtig; die höchste bekannt gewordene laufende Nummer eines Naturdenkmals („175“) liegt weit darüber. Die Gesamtzahl nimmt laufend ab, da Bäume gefällt werden oder als „verschwunden“ erkannt werden und andererseits „seit fast 20 Jahren“ (Stand: 2010) keine Neuausweisungen erfolgt sind. Generell werde „das Instrumentarium Naturdenkmal heute nur noch in begründeten Einzelfällen eingesetzt.“
Die genannten Zahlen der Geotop-Naturdenkmäler stehen unter dem Vorbehalt, dass das Bayerischen Landesamt für Umwelt (LfU) nicht alle Geotope als geeignet zur Veröffentlichung im Internet ansieht. – Wegen der hohen Gesamtzahl und der disparaten Quellenlage sind die Naturdenkmäler nachstehend nicht in einer Gesamtliste, sondern gemeindeweise in einzelnen Tabellen aufgeführt. – Nur wenige Naturdenkmäler in diesem Landkreis sind mit dem grünen Dreieck gekennzeichnet; ihre Identifizierung im Gelände ist oft schwierig.
Nach Art. 51 Abs. 1 Nr. 4 BayNatschG ist das Landratsamt des Landkreises Bad Tölz-Wolfratshausen für den Erlass von Rechtsverordnungen über Naturdenkmäler (§ 28 BNatSchG) zuständig.

## Bad Heilbrunn
Im Bereich der Gemeinde Bad Heilbrunn wurden 14 Naturdenkmäler ausgewiesen (Stand: 2010), darunter zwei Geotop-Naturdenkmäler. Im Vorentwurf zur Begründung des Flächennutzungsplans (Stand: 2020) sind höhere Zahlen angegeben: „Im Gemeindegebiet Bad Heilbrunn finden sich insgesamt vier flächige Naturdenkmäler und zwölf punktuelle Naturdenkmäler,“ zusammen also 16 Naturdenkmäler, darunter vier Naturdenkmäler erdgeschichtlichen Charakters (Findlinge). 
Die amtlichen Namen, wie im Flächennutzungsplan-Vorentwurf angegeben, sind hier kursiv formatiert. 
| Name                                                        | Bild | Kennung  | Einzelheiten | Position | Fläche Hektar | Datum |
| ----------------------------------------------------------- | ---- | -------- | --- | -------- | ------------- | ----- |
| Schönauer Weiher mit Fichtenhain                            |      |          | Bad Heilbrunn Nördlich des Hauptortes. Weiher mit Verlandungszone. Siehe auch Liste der Seen in Bayern. Flächenhaftes Naturdenkmal.                                                                                 | ⊙        | 5             | 1949  |
| Erratischer Gneisblock östlich vom Vogelberg                | BW   |          | Bad Heilbrunn | ⊙        |               |       |
| Buchner Weiher nördlich der Filzen                          |      |          | Bad Heilbrunn Der Buchner Weiher (auch Unterbuchener Weiher) liegt 200 m westlich von Unterbuchen. Siehe auch Liste der Seen in Bayern. Flächenhaftes Naturdenkmal. Dystropher Moorweiher am Rand eines Hochmoores. | ⊙        |               | 1949  |
| Linde südwestlich von Obersteinbach                         | BW   |          | Bad Heilbrunn Bei der Heilig-Kreuz-Kapelle am südwestlichen Ortsrand von Obersteinbach, unweit der Gemeindegrenze zu Bichl.                                                                                         | ⊙        |               |       |
| Wacholderbüsche neben dem Buchner Weiher                    | BW   |          | Bad Heilbrunn Wacholderbüsche (Juniperus communis) westlich von Unterbuchen, westlich des Weihers. | ⊙        |               |       |
| Findlinge am Vogelberg                                      | BW   |          | Bad Heilbrunn Östlich von Obersteinbach und Vogelherd, nördlich des Hollerkopfs. Die Findlinge sind im Wald verteilt. Geotop Nummer 173R028. Siehe auch Liste der Geotope im Landkreis Bad Tölz-Wolfratshausen.     | ⊙        |               |       |
| Birkenallee bei der Gärtnerei (nur noch in Teilen erhalten) |      | ND-01043 | Bad Heilbrunn Im Hauptort entlang der Straße Birkenallee. | ⊙        |               |       |
| Buche am Weg zum Schwimmbad                                 |      |          | Bad Heilbrunn Rotbuche (Fagus sylvatica) nordwestlich des Hauptorts am Weg zum Schönauer Weiher (Schwimmbad), Waldrand an der Straße Am Weiher, an der Wirtsleiten.                                                 | ⊙        |               |       |
| 5 Eiben auf einer Viehweide bei Hinterstallau               | BW   |          | Bad Heilbrunn Fünf Eiben (Taxus baccata) am Westrand von Hinterstallau südlich der B 472. | ⊙        |               |       |
| Buche westlich der Kirche beim Friedhof in Oberbuchen       | BW   |          | Bad Heilbrunn Rotbuche (Fagus sylvatica) nördlich von Oberbuchen, westlich der außerhalb des Ortes gelegenen Kirche, an der Kirchleiten.                                                                            | ⊙        |               |       |
| Linde im Wäldchen nördlich der Ortsstraße                   | BW   |          | Bad Heilbrunn Östlich von Wörnern. | ⊙        |               |       |
| 5 Findlinge auf einer Weide am Bachhang bei Wörnern         | BW   |          | Bad Heilbrunn Nordöstlich von Wörnern, auf halbem Weg zwischen Wörnern und Linden. | ⊙        |               |       |
| Walnussbaum in Linden nördlich der Ortsstraße               | BW   |          | Bad Heilbrunn Walnuss (Juglans regia) am Westrand von Linden. | ⊙        |               |       |
| Findling auf einer Waldwiese am Weg von Langau nach Schönau | BW   |          | Bad Heilbrunn Ein Granitblock auf einer würmzeitlichen Moräne nördlich von Langau/Hochfeld. Geotop Nummer 173R008. Siehe auch Liste der Geotope im Landkreis Bad Tölz-Wolfratshausen.                               | ⊙        |               |       |
| Rotbuche nordwestlich von Langau                            | BW   |          | Bad Heilbrunn Rotbuche (Fagus sylvatica) östlich der B 11 zwischen Langau und Kiensee, wohl am Nordrand eines kleinen Wäldchens(?).                                                                                 | ⊙        |               |       |
| Linde beim Lindenhof in Bocksberg/Kiensee                   | BW   |          | Bad Heilbrunn Am Westrand des Weilers Kiensee. | ⊙        |               |       |
| Legende für Naturdenkmal                                    |      |          | |          |               |       |

## Bad Tölz
Im Bereich der Stadt Bad Tölz wurden 21 Naturdenkmäler ausgewiesen (elf im Stadtgebiet und zehn in Kirchbichl, Stand: 2010), darunter drei Geotop-Naturdenkmäler.
Eine Esche in Kirchbichl wurde 2010 nicht mehr aufgefunden und für gefällt erklärt.
| Name                                              | Bild | Kennung | Einzelheiten | Position | Fläche Hektar | Datum |
| ------------------------------------------------- | ---- | ------- | --- | -------- | ------------- | ----- |
| Steilhang                                         |      |         | Bad Tölz Krankenhausstraße – Am Weingarten – Am Girlitzer Weiher, „hinter“ der Grund- und Mittelschule. Flächenhaftes Naturdenkmal. Grundmoräne, mesophiler Laubmischwald. | ⊙        | 1,5           | 1979  |
| Molassefelsen am Kalvarienberg                    |      |         | Bad Tölz Unterhalb des Kalvarienbergs, von Nähe Fröhlichgasse 19 mehrere hundert Meter flussabwärts. Ein Aufschluss der Unteren Meeresmolasse (Sandstein, Mergel). Geotop Nummer 173A004. Siehe auch Liste der Geotope im Landkreis Bad Tölz-Wolfratshausen.                                                                           | ⊙        |               |       |
| Nagelfluhfelsen am Kalvarienberg                  |      |         | Bad Tölz Am Kalvarienberg, oberhalb des Naturdenkmals Molassefelsen. Mehrere Nagelfluhfelsen (Konglomerat) oberhalb des Wanderwegs. Geotop Nummer 173A008. Siehe auch Liste der Geotope im Landkreis Bad Tölz-Wolfratshausen. | ⊙        |               |       |
| Umlaufberg Katzenbuckel                           |      |         | Bad Tölz Am südöstlichen Stadtrand, südlich der Straße „Im Scharwinkel“, nahe der Gemeindegrenze zu Gaißach. Ein kleiner Umlaufberg einer ehemaligen Schlinge der Großen Gaißach im Bereich der Isarhochterrasse. Geotop Nummer 173R16. Siehe auch Liste der Geotope im Landkreis Bad Tölz-Wolfratshausen. Flächenhaftes Naturdenkmal. | ⊙        | 0,1           | 1984  |
| Kogler Weiher (Koglweiher)                        |      |         | Bad Tölz Nördlich von Abrain, südlich des Weilers Kogl. Siehe auch Liste der Seen in Bayern. | ⊙        |               |       |
| unbekanntes Naturdenkmal (Nadelbaum) im Rosenpark | BW   |         | Bad Tölz Arzbacher Straße/Krettnerweg, Nadelbaum (oder Eibe) im Rosenpark, südwestlich der Franziskanerkirche, bzw. „hinter“ der Tourist-Information am Max-Höfler-Platz | ⊙        |               |       |
| Schwarzkiefern (Pinus nigra) am Max-Höfler-Platz  |      |         | Bad Tölz Max-Höfler-Platz, Nordseite | ⊙        |               |       |
| Sommerlinde (Tilia platyphyllos)                  |      |         | Bad Tölz Dietramszeller Straße (St 2368), nordöstlich von Gut Oberhof am rechten Straßenrand. Alte Linde mit 7 m Stammumfang. | ⊙        |               |       |
| Eibe (Taxus baccata)                              |      |         | Bad Tölz Vor dem Haus Wachterstraße 9. Das Naturdenkmalschild ist hinter dem Zaun nur teilweise zu sehen. | ⊙        |               |       |
| Legende für Naturdenkmal                          |      |         | |          |               |       |

## Benediktbeuern
| Name                     | Bild                     | Kennung                  | Einzelheiten             | Position                 | Fläche Hektar            | Datum                    |                          |
| Legende für Naturdenkmal | Legende für Naturdenkmal | Legende für Naturdenkmal | Legende für Naturdenkmal | Legende für Naturdenkmal | Legende für Naturdenkmal | Legende für Naturdenkmal | Legende für Naturdenkmal |
| ------------------------ | ------------------------ | ------------------------ | ------------------------ | ------------------------ | ------------------------ | ------------------------ | ------------------------ |

## Bichl
Im Bereich der Gemeinde Bichl wurden fünf Naturdenkmäler ausgewiesen (Stand: 2009), darunter keine Geotop-Naturdenkmäler.
Die amtlichen Namen, wie im Flächennutzungsplan angegeben, sind hier kursiv formatiert. 
| Name                                                 | Bild | Kennung | Einzelheiten | Position | Fläche Hektar | Datum |
| ---------------------------------------------------- | ---- | ------- | --- | -------- | ------------- | ----- |
| Hain und Baumreihe am Wiesenweg                      | BW   |         | Bichl Östlich des Wiesenwegs zwischen den Häusern, Windpäßlweg                                                                  | ⊙        |               |       |
| Baumgruppe am Kriegerdenkmal                         | BW   |         | Bichl Flächenhaftes Naturdenkmal, zwischen Lindenallee und Kocheler Straße                                                      | ⊙        |               |       |
| Lindenallee zwischen Kriegerdenkmal und Sommerkeller | BW   |         | Bichl Lindenallee südöstlich des Ortes entlang der Straße „Lindenallee“, Länge etwa 500 m                                       | ⊙        |               |       |
| Sieben Eichen am Freibad                             | BW   |         | Bichl Sieben Eichen am Schwimmbadweg östlich des Ortes                                                                          | ⊙        |               |       |
| Ahorn am Steinbach                                   | BW   |         | Bichl Ahorn im Bergwald östlich des Orts, nördlich oberhalb des Steinbachs und des Fahrwegs zur Bichlerhütte, in ca. 760 m Höhe | ⊙        |               |       |
| Legende für Naturdenkmal                             |      |         | |          |               |       |

## Dietramszell
Im Bereich der Gemeinde Dietramszell sind drei Naturdenkmäler bekannt, darunter keine Geotop-Naturdenkmäler.
| Name                                          | Bild | Kennung | Einzelheiten | Position | Fläche Hektar | Datum |
| --------------------------------------------- | ---- | ------- | --- | -------- | ------------- | ----- |
| unbekanntes Naturdenkmal (Laubbaum)           | BW   |         | Dietramszell Dietramszell, Am Schwaiganger, im Garten zwischen Nr. 6 und 8. | ⊙        |               |       |
| unbekanntes flächenhaftes Naturdenkmal (Moor) | BW   |         | Dietramszell Kleines Moor westlich von Manhartshofen. | ⊙        |               |       |
| Seestaller Weiher                             |      |         | Dietramszell See an der südlichen Gemeindegrenze, an der Staatsstraße St 2368. Siehe auch Liste der Seen in Bayern. Flächenhaftes Naturdenkmal. Toteisloch mit Verlandungsgesellschaften, Grasfroschpopulation. | ⊙        | 3,5           | 1978  |
| Legende für Naturdenkmal                      |      |         | |          |               |       |

## Egling
Im Bereich der Gemeinde Egling sind 2 Naturdenkmäler bekannt, darunter keine Geotop-Naturdenkmäler. Die Quellenlage ist unzulänglich.
| Name                     | Bild | Kennung | Einzelheiten                                                  | Position | Fläche Hektar | Datum |
| ------------------------ | ---- | ------- | ------------------------------------------------------------- | -------- | ------------- | ----- |
| Eiche                    |      |         | Egling Neufahrn, Kapellenweg                                  | ⊙        |               |       |
| Linde                    |      |         | Egling Neufahrn, in einem Garten am Ortsrand, Nähe Ringstraße | ⊙        |               |       |
| Legende für Naturdenkmal |      |         |                                                               |          |               |       |

## Eurasburg
Im Bereich der Gemeinde Eurasburg ist ein Naturdenkmal bekannt, darunter keine Geotop-Naturdenkmäler.
Angeblich soll auch die Dorflinde auf dem Dorfplatz, eine Sommerlinde (Tilia platyphyllos), als Naturdenkmal geschützt sein. Doch in der Topographischen Karte und im BayernAtlas ist dort kein Naturdenkmal eingezeichnet. 
| Name                      | Bild | Kennung | Einzelheiten | Position | Fläche Hektar | Datum |
| ------------------------- | ---- | ------- | --- | -------- | ------------- | ----- |
| Drei Eichen am Schloßberg |      |         | Eurasburg Drei Stieleichen (Quercus robur) westlich oberhalb des Schlosses (Nähe Aussichtspunkt), ca. 6 m Stammumfang, ca. 200 Jahre alt. | ⊙        |               |       |
| Legende für Naturdenkmal  |      |         | |          |               |       |

## Gaißach
Im Bereich der Gemeinde Gaißach sind 6 Naturdenkmäler bekannt, darunter keine Geotop-Naturdenkmäler. Die Quellenlage ist unzulänglich.
| Name                                           | Bild | Kennung | Einzelheiten | Position | Fläche Hektar | Datum |
| ---------------------------------------------- | ---- | ------- | --- | -------- | ------------- | ----- |
| Heckendorf Gaißach bzw. Hecken- und Gartendorf |      |         | Gaißach Geschützt ist die das Dorf umgebende Hag- oder Heckenlandschaft mit hohen Baumhecken. Flächenhaftes Naturdenkmal auf „fast 4 km Länge und durchschnittlich 1,5 km Breite“ mit fast 20 km gesamter Heckenlänge, für ein Naturdenkmal ungewöhnlich großflächig. Die Beschreibung der „Lenggrieser Haglandschaft“ im Rahmen des Projektes „Bedeutsame Landschaften in Deutschland“ (Bundesamt für Naturschutz) bezieht sich durch die Angabe der Lage „zwischen Pfistern und Obersteinbach“ ausdrücklich auf das Gaißacher Gemeindegebiet. Dieses „herausragende Beispiel einer streifenförmig gegliederten Flur mit Baumhecken“ besitzt „hohe Bedeutung für das natürliche und kulturelle Erbe als historisch gewachsene Kulturlandschaft“. Die landschaftsprägende Wirkung wird in der Luftaufnahme besonders deutlich. | ⊙        | keine Angabe  | 1949  |
| Streuwiese Schalch                             |      |         | Gaißach Ein kleines Quellmoor am Rand des Gehölzstreifens westlich der Eisenbahn, südöstlich der Karwendelsiedlung von Bad Tölz. Flächenhaftes Naturdenkmal. | ⊙        | 0,92          | 1980  |
| Unbekanntes Biotop                             | BW   |         | Gaißach Knapp 2 km östlich von Ober-/Untersteinbach, in der Flur „Untere Traten“, in ca. 800 m Höhe (das ist oberhalb der Heckenlandschaft). Flächenhaftes Naturdenkmal. | ⊙        |               |       |
| Ein oder zwei unbekannte Laubbäume bei Wetzl   |      |         | Gaißach Am östlichen Rand von Wetzl, Untermbergstraße (ein Baum etwas nördlich von der Querstraße, einer etwas südlich davon) | ⊙        |               |       |
| Eine oder drei Linde(n) bei Lehen              |      |         | Gaißach Am nördlichen Rand von Lehen, beim Feldkreuz | ⊙        |               |       |
| Unbekannter Laubbaum bei Untermberg            | BW   |         | Gaißach 800 m östlich von Grundnern, nördlich von Untermberg (aber wegen eines Bachlaufs nur auf dem Weg von Grundnern aus zu erreichen); der Baum steht in der Nähe einer Scheune mitten auf der Wiese. | ⊙        |               |       |
| Legende für Naturdenkmal                       |      |         | |          |               |       |

## Geretsried
Im Flächennutzungsplan der Stadt Geretsried und in der Topographischen Karte sind keine Naturdenkmäler eingezeichnet. Es sind keine Geotop-Naturdenkmäler bekannt. 2010 gab auch ein Mitarbeiter des Landratsamts an, dass im Bereich der Stadt Geretsried keine Naturdenkmäler ausgewiesen wurden.

## Greiling
Zu Naturdenkmälern in der Gemeinde Greiling siehe den Abschnitt Reichersbeuern und Greiling.

## Icking
14 Buchen wurden 2010 nicht mehr aufgefunden und für gefällt erklärt. Weitere Naturdenkmäler sind im Bereich der Gemeinde Icking nicht bekannt.

## Jachenau
| Name                       | Bild | Kennung | Einzelheiten | Position | Fläche Hektar | Datum |
| -------------------------- | ---- | ------- | --- | -------- | ------------- | ----- |
| Einsturzbecken (Höllgrube) | BW   |         | Jachenau Am Südhang der Benediktenwand in 1476 m Höhe. Flächenhaftes Naturdenkmal. Kardoline, einziges Vorkommen von Schneeböden im Benediktenwand-Gebiet, u. a. mit Mannsschild-Steinbrech (Saxifraga androsacea). Geotop Nummer 173R025. Siehe auch Liste der Geotope im Landkreis Bad Tölz-Wolfratshausen. | ⊙        | 12            | 1938  |
| Legende für Naturdenkmal   |      |         | |          |               |       |

## Kochel am See
Im Bereich der Gemeinde Kochel am See wurden 17 Naturdenkmäler ausgewiesen (Stand: 2010), darunter ein Geotop-Naturdenkmal.
| Name                      | Bild | Kennung | Einzelheiten | Position | Fläche Hektar | Datum |
| ------------------------- | ---- | ------- | --- | -------- | ------------- | ----- |
| Pfundweiher               | BW   |         | Kochel am See Nordöstlich der Ortschaft an der ersten Hangstufe oberhalb der Kochelseemoore und der Straße nach Benediktbeuern, unterhalb der Kohlleitenalm. Einst vom Kloster Benediktbeuern angelegter Fischweiher. Als flächenhaftes Naturdenkmal ist der Weiher Bestandteil und „zentrales Schutzgut“ des FFH-Gebiets „Kammmolchlebensraum bei Kochel“. 2001 galt der Weiher als „das größte bekannte Vorkommen“ des Kammmolchs „in den Bayerischen Alpen“ (Laichgewässer), aber 2012/2013 war die Art verschollen. Siehe auch Liste der FFH-Gebiete im Landkreis Bad Tölz-Wolfratshausen. | ⊙        | 1,34          | 1982  |
| 12 Latschen am Walchensee |      |         | Kochel am See am Walchensee-Ostufer, auf der Halbinsel Hirschhörndl | ⊙        |               |       |
| Legende für Naturdenkmal  |      |         | |          |               |       |

## Königsdorf
| Name                     | Bild                     | Kennung                  | Einzelheiten             | Position                 | Fläche Hektar            | Datum                    |                          |
| Legende für Naturdenkmal | Legende für Naturdenkmal | Legende für Naturdenkmal | Legende für Naturdenkmal | Legende für Naturdenkmal | Legende für Naturdenkmal | Legende für Naturdenkmal | Legende für Naturdenkmal |
| ------------------------ | ------------------------ | ------------------------ | ------------------------ | ------------------------ | ------------------------ | ------------------------ | ------------------------ |

## Lenggries
Im Bereich der Gemeinde Lenggries wurden 35 Naturdenkmäler ausgewiesen (Stand: 2010), darunter mindestens sieben Geotop-Naturdenkmäler. 
Zwei Linden wurden 2010 nicht mehr aufgefunden und für gefällt erklärt. In der Topographischen Karte sind weitere, in der Liste des Flächennutzungsplans nicht aufgeführte Naturdenkmäler eingezeichnet.
Die amtlichen Namen, wie im Flächennutzungsplan angegeben, sind hier kursiv formatiert. 
| Name | Bild | Kennung    | Einzelheiten | Position | Fläche Hektar | Datum |
| --- | ---- | ---------- | --- | -------- | ------------- | ----- |
| 1 Tanne am Weg zum Roßstein                                                                                                |      | ND 52      | Lenggries „Große Tann(e)“, auch „Hohe Tann“ an der Bauernrast, östlich von Fleck am Wanderweg oberhalb des Almbachs. „Das Alter des mächtigen Baumes mit einem Umfang von 5,20 Metern sowie einer Höhe von 28 Metern wird auf mindestens 380 Jahre geschätzt.“ Siehe auch Liste der dicksten Tannen in Deutschland.    | ⊙        |               | 1938  |
| 1 Fichte an der Südseite des Keilkopfes                                                                                    | BW   | ND 56      | Lenggries Eine Fichte (Picea abies) östlich des Orts, südöstlich der Denkalm, am Nordhang des Tratenbachtals. | ⊙        |               |       |
| 109 Eschen (Allee) an der Karwendelstr. bis zum Hirschbach                                                                 | BW   | ND 57      | Lenggries Eschenallee entlang der Karwendelstraße zwischen Lenggries und Anger. Die Allee soll gegen Ende des 19. Jahrhunderts angelegt worden sein. Von 2011 bis 2017 sind 28 Bäume dem Eschentriebsterben zum Opfer gefallen, 2017 waren noch 17 Bäume übrig, 2017 wurden behelfsweise 32 Spitzahorne nachgepflanzt. | ⊙        |               | 1940  |
| 40 Linden (Allee) am Großherzogin-Maria-Anna-Weg                                                                           | BW   | ND 58      | Lenggries | ⊙        |               |       |
| 20 Bäume an Friedhof und Kriegerdenkmal                                                                                    | BW   | ND 59      | Lenggries | ⊙        |               |       |
| Baumgruppe südlich und südwestlich vom Schwimmbad                                                                          | BW   | ND 61      | Lenggries | ⊙        |               |       |
| Mehrere Linden, Ahorn, Ulme, beim Aufgang zur Schloßbrauerei und entlang der Leiten (nur noch Stumpf einer Ulme vorhanden) | BW   | ND 62      | Lenggries | ⊙        |               |       |
| 50 Bäume zwischen Haus Reiner und Demmelbauernhof                                                                          | BW   | ND 63      | Lenggries Flächenhaftes Naturdenkmal. Laubbäume zwischen Gilgenhöfe und Schellenburg/Grasmühle | ⊙        | 0,6           | 1940  |
| 1 Linde beim Kohlhaufsteinbruch neben dem Kreuz                                                                            | BW   | ND 64      | Lenggries Winterlinde (Tilia cordata) nordwestlich von Untermurbach, an der Ostseite des Steinbruchs. Hohler Stamm, 7,20 m Stammumfang, etwa 500 Jahre alt. | ⊙        |               |       |
| 6 Fichten und 1 Tanne bei der Garlandalm (nicht mehr vorhanden)                                                            | BW   | ND 67      | Lenggries Sechs Fichten (Picea abies) und eine Weißtanne (Abies alba) auf der Garlandalm, östlich des Brauneck-Gipfels. | ⊙        |               |       |
| 1 Fichte und 3 Tannen am Kotalmsattel über der Florianshütte                                                               | BW   | ND 69      | Lenggries Eine Fichte (Picea abies) und drei Weißtannen (Abies alba) am Kotalmsattel, südlich des Brauneck-Gipfels. | ⊙        |               |       |
| Fichten und Tannen östlich der Kotalm                                                                                      | BW   | ND 70      | Lenggries Fichten (Picea abies) und Weißtannen (Abies alba) am Ostrand der Kotalm, östlich des Brauneck-Gipfels. | ⊙        |               |       |
| Wäldchen am Fuß des Geiersteins auf dem linken Ufer des Tratenbaches                                                       | BW   | ND 71      | Lenggries Am östlichen Ortsrand, unweit von ND 123. Mischwäldchen südlich des Tratenbachs, flächenhaftes Naturdenkmal. | ⊙        |               |       |
| 1 Eibe östlich vom Anwesen Adlwarth in Untermurbach                                                                        | BW   | ND 73      | Lenggries Eibe (Taxus baccata) in Untermurbach. | ⊙        |               |       |
| Walchenklamm | BW   | ND 75      | Lenggries Flächenhaftes Naturdenkmal. Geotop Nummer 173R006. Siehe auch Liste der Geotope im Landkreis Bad Tölz-Wolfratshausen. | ⊙        |               |       |
| Dürrachklamm | BW   | ND 76      | Lenggries Flächenhaftes Naturdenkmal. Geotop Nummer 173R001. Siehe auch Liste der Geotope im Landkreis Bad Tölz-Wolfratshausen. | ⊙        | 60            | 1940  |
| Krottenbachklamm | BW   | ND 77      | Lenggries Flächenhaftes Naturdenkmal | ⊙        | 40            | 1940  |
| Rißklamm | BW   | ND 78      | Lenggries Flächenhaftes Naturdenkmal. Geotop Nummer 173R003. Siehe auch Liste der Geotope im Landkreis Bad Tölz-Wolfratshausen. | ⊙        | 5             | 1940  |
| Guflmühlfelsen im Bett des Tradlerbaches bei Mühlbach                                                                      | BW   | ND 79      | Lenggries Geotop Nummer 173R032. Siehe auch Liste der Geotope im Landkreis Bad Tölz-Wolfratshausen. | ⊙        |               |       |
| Sylvenstein | BW   | ND 80      | Lenggries Felswand auf der Ostseite der Talenge der Isar nordöstlich von Fall. Geotop Nummer 173R024. Siehe auch Liste der Geotope im Landkreis Bad Tölz-Wolfratshausen. | ⊙        |               |       |
| Findlinge am Steig zum Grasleitenstein bzw. zum Seekar                                                                     | BW   | ND 81      | Lenggries | ⊙        |               |       |
| Unterlauf des Schronbaches mit Wasserfällen und Gumpen                                                                     | BW   | ND 82      | Lenggries | ⊙        |               |       |
| 2 Linden im Wirtschaftsgarten der Dorfschänke                                                                              | BW   | ND 84      | Lenggries Zwei Linden im Biergarten, Bachmairgasse 3. Nicht in der Topographischen Karte eingezeichnet. | ⊙        |               |       |
| 5 Tannen und 6 Fichten südwestlich der Finstermünzalmen                                                                    | BW   | ND 101     | Lenggries Fünf Weißtannen (Abies alba) und sechs Fichten (Picea abies) zwischen Finstermünzalm und Bayernhütte, südwestlich des Brauneck-Gipfels. | ⊙        |               |       |
| Gletscherschliff bei der Schömerplatte                                                                                     | BW   | ND 105     | Lenggries Gletscherschliff südlich von Wegscheid, bei Schemer (Schömer, Schömerhöfe). Geotop Nummer 173R023. Siehe auch Liste der Geotope im Landkreis Bad Tölz-Wolfratshausen. | ⊙        |               |       |
| Wanderblock mit Bergahorn nördlich vom Lettenbauernanwesen                                                                 | BW   | ND 111/117 | Lenggries Letten in der Jachenau, neben der Staatsstraße St 2072: (1) Ein Bergahorn (Acer pseudoplatanus) mit ca. 5 m Stammumfang, ca. 150 Jahre alt. (2) Über den im Namen des Doppel-Naturdenkmals genannten erratischen Block (Findling) liegen keine Informationen vor.                                            | ⊙        |               |       |
| 1 Linde in einer Gartenecke des Anwesens Wackersberger Str. 49                                                             | BW   | ND 122     | Lenggries Eine Linde westlich der Wackersberger Straße, zwischen der ehemaligen Kaserne und Wasenstein. | ⊙        |               |       |
| Gletscherschliff nördlich vom Rauchenberger Hof                                                                            | BW   | ND 123     | Lenggries Gletscherschliff nördlich vom Hof Rauchenberg auf dem linken Isarufer. | ⊙        |               |       |
| 1 Eiche nördlich des Weges zur Denkalm, auf der linken Seite des Tratenbaches                                              | BW   | ND 124     | Lenggries Eine Stieleiche (Quercus robur) auf einer Wiese östlich des Orts, südlich des Tratenbachs, westlich des Wäldchens ND 71 | ⊙        |               |       |
| Tumuluslandschaft westlich von Untermurbach                                                                                | BW   | ND 138     | Lenggries Tumuluslandschaft nordwestlich von Untermurbach bzw. westlich zwischen Schellenburg und der Bergbahn-Talstation. Flächenhaftes Naturdenkmal. Geotop Nummer 173R007. Siehe auch Liste der Geotope im Landkreis Bad Tölz-Wolfratshausen.                                                                       | ⊙        | 50            | 1949  |
| 2 Gletscherschliffe in Fleck                                                                                               | BW   | ND 140     | Lenggries Flächenhaftes Naturdenkmal | ⊙        | 0,026         | 1949  |
| 1 Eibe östlich vom Schloß Hohenburg im Hirschbachtal (umgestürzt, existiert noch)                                          | BW   | ND 167     | Lenggries Eine umgestürzte Eibe (Taxus baccata) bei Geisreuth, im Hirschbachtal östlich von Schloß Hohenburg. Der Baum existierte noch 2007. | ⊙        |               |       |
| Baumreihe (Ahorn, Ulmen und Linden) südöstlich der Schloßbrauerei Hohenburg                                                | BW   | ND 168     | Lenggries Eine Baumreihe, wohl am Oberreiterweg. (Nicht zu verwechseln mit ND 062, das ebenfalls bei der Brauerei liegt.) | ⊙        |               |       |
| 1 Eibe im Längental (sehr schwer zu finden)                                                                                | BW   | ND 175     | Lenggries Eine Eibe (Taxus baccata). | ⊙        |               |       |
| unbekanntes Naturdenkmal (Laubbaum)                                                                                        | BW   |            | Lenggries Laubbaum in Hellerschwang, an der Bundesstraße. | ⊙        |               |       |
| Legende für Naturdenkmal                                                                                                   |      |            | |          |               |       |

## Münsing
Im Bereich der Gemeinde Münsing sind zwei Naturdenkmäler bekannt, darunter keine Geotop-Naturdenkmäler.
Angeblich soll auch die Winterlinde bei der Kapelle Maria Dank auf dem Fürstenberg südwestlich von Degerndorf als Naturdenkmal geschützt sein. Doch in der Topographischen Karte und im BayernAtlas ist dort kein Naturdenkmal eingezeichnet. 
| Name                                 | Bild | Kennung | Einzelheiten                                                                                            | Position | Fläche Hektar | Datum |
| ------------------------------------ | ---- | ------- | --- | -------- | ------------- | ----- |
| unbekanntes Naturdenkmal (Laubbaum)  | BW   |         | Münsing Holzhausen am Starnberger See, nördlich der Kirche St. Johann Baptist, auf der Kuppe des Hügels | ⊙        |               |       |
| St.-Coloman-Hügel bei Weipertshausen |      |         | Münsing Flächenhaftes Naturdenkmal mit Kalkmagerrasen (Mesobrometum)                                    | ⊙        | 0,66          | 1990  |
| Legende für Naturdenkmal             |      |         | |          |               |       |

## Reichersbeuern und Greiling
Im Bereich der Gemeinde Reichersbeuern wurden 5 Naturdenkmäler ausgewiesen (Stand: 2013). Die Flurhecke entlang der Gemeindegrenze liegt möglicherweise teilweise auf dem Gebiet der Nachbargemeinde Greiling; aus Greiling ist ggf. nur dieses eine Naturdenkmal bekannt.
Die amtlichen Namen, wie im Flächennutzungsplan angegeben, sind hier kursiv formatiert. 
| Name                                                                        | Bild | Kennung | Einzelheiten | Position | Fläche Hektar | Datum |
| --------------------------------------------------------------------------- | ---- | ------- | --- | -------- | ------------- | ----- |
| 2 Linden an der Nordseite des Schlosses Sigriz auf Fl. Nr. 1175             |      |         | Reichersbeuern Zwei Linden nordöstlich des Hauptgebäudes von Schloss Sigriz.                                                                                                  | ⊙        |               |       |
| 2 Linden am Kirchberg in Reichersbeuern auf Fl. Nr. 16                      |      |         | Reichersbeuern Zwei Linden bei der Kirche St. Korbinian, entlang der Ostseite des Friedhofs.                                                                                  | ⊙        |               |       |
| Hügelhain mit Bäumen in der Abteilung „Schorn“ auf Fl. Nr. 1476, 1478, 1481 |      |         | Reichersbeuern Hain mit Bäumen südwestlich des Ortes in der Flur „Schorn“. Flächenhaftes Naturdenkmal.                                                                        | ⊙        |               |       |
| Flurhecke zwischen Reichersbeuern und Greiling                              |      |         | Reichersbeuern Flurhecke (Baumhag) entlang der Gemeindegrenze, vom Mühlweiher in nordnordwestlicher Richtung bis zur Eisenbahn. Länge ca. 1,1 km. Flächenhaftes Naturdenkmal. | ⊙        | 2,36          | 1954  |
| Eichenhain am Schmidberg auf Fl. Nr. 416 und 418                            |      |         | Reichersbeuern Eichenhain am Schmidberg nordöstlich des Ortszentrums. Flächenhaftes Naturdenkmal.                                                                             | ⊙        | 1,3           | 1952  |
| Legende für Naturdenkmal                                                    |      |         | |          |               |       |

## Sachsenkam
Im Bereich der Gemeinde Sachsenkam sind fünf Naturdenkmäler bekannt, darunter zwei Geotop-Naturdenkmäler.
| Name                                                        | Bild | Kennung | Einzelheiten | Position | Fläche Hektar | Datum |
| ----------------------------------------------------------- | ---- | ------- | --- | -------- | ------------- | ----- |
| unbekanntes Naturdenkmal (Laubbaum)                         | BW   |         | Sachsenkam Laubbaum bei Reutberg, westlich des Klosters am Rand des NSG Ellbach- und Kirchseemoor. | ⊙        |               |       |
| unbekanntes Naturdenkmal (Laubbaum)                         | BW   |         | Sachsenkam Laubbaum an der Piesenkamer Straße, gegenüber der Einmündung der Lindenstraße. | ⊙        |               |       |
| unbekanntes Naturdenkmal (Laubbaum)                         | BW   |         | Sachsenkam Laubbaum in der Feldflur zwischen der Piesenkamer Straße und dem Eisenberg. | ⊙        |               |       |
| Kaltenbachquelle im Kirchseefilz                            |      |         | Sachsenkam Quelle im NSG Ellbach- und Kirchseemoor. Geotop Nummer 173Q001. Siehe auch Liste der Geotope im Landkreis Bad Tölz-Wolfratshausen. | ⊙        |               |       |
| Erratische Blöcke am Schindelberg bei Dietramszell (Teil 1) | BW   |         | Sachsenkam Findlinge (Irrblöcke) aus kristallinen Gesteinen der Zentralalpen, verstreut im Wald nördlich des Kirchsees. Insgesamt liegen „etwa ein Dutzend bis zu 3,50 Meter große Granitblöcke im Wald (...) nahe der Kammlinie des Moränenwalls.“ Geotop Nr. 173R017. Siehe auch Liste der Geotope im Landkreis Bad Tölz-Wolfratshausen. In der Topographischen Karte sind drei Stellen eingezeichnet: westliche Stelle, am Westhang des Schindelbergs. | ⊙        |               | 1938  |
| Erratische Blöcke am Schindelberg bei Dietramszell (Teil 2) |      |         | Sachsenkam Findlinge im Wald nördlich des Kirchsees. Geotop Nr. 173R017. Siehe oben. In der Topographischen Karte sind drei Stellen eingezeichnet: mittlere Stelle, Nähe Wasserhochbehälter Sachsenkam. | ⊙        |               | 1938  |
| Erratische Blöcke am Schindelberg bei Dietramszell (Teil 3) |      |         | Sachsenkam Findlinge im Wald nördlich des Kirchsees. Geotop Nr. 173R017. Siehe oben. In der Topographischen Karte sind drei Stellen eingezeichnet: östliche Stelle, in einer Wegegabel. | ⊙        |               | 1938  |
| Legende für Naturdenkmal                                    |      |         | |          |               |       |

## Schlehdorf
Im Bereich der Gemeinde Schlehdorf sind keine Naturdenkmäler bekannt. 

## Wackersberg
Im Bereich der Gemeinde Wackersberg wurden 17 Naturdenkmäler ausgewiesen (Stand: 2010), darunter vier Geotop-Naturdenkmäler.
| Name                                       | Bild | Kennung  | Einzelheiten | Position | Fläche Hektar | Datum |
| ------------------------------------------ | ---- | -------- | --- | -------- | ------------- | ----- |
| Quellmoor bzw. Quellmoor bei der Steinsäge | BW   |          | Wackersberg An der Nordseite der B 472 Bad Tölz – Bad Heilbrunn, etwa 200 m westlich des Weilers Steinsäge. Quellmoor mit Kalksinterbildung, Mehlprimel-Kopfbinsenmoor (Primulo-Schoenetum) sowie bodensauren Trichophorum-Rasen mit Heidekraut (Calluna vulgaris) und Arnika (Arnica montana). Flächenhaftes Naturdenkmal. | ⊙        | 1,5           | 1982  |
| 2 Lärchen in Reit bei Oberfischbach        |      | ND-00945 | Wackersberg | ⊙        |               |       |
| Linde auf dem Buchberg                     |      | ND-00946 | Wackersberg | ⊙        |               |       |
| Legende für Naturdenkmal                   |      |          | |          |               |       |

## Wolfratshausen
2010 wurde die Zahl der in der Stadt Wolfratshausen als Naturdenkmäler geschützten „Einzelschöpfungen der Natur“ mit zwei angegeben. In der Begründung des Flächennutzungsplans der Stadt wird die Zahl von drei als Naturdenkmal geschützten Einzelbäumen angegeben, die in einer Kartenbeilage eingezeichnet sind, aber nicht namentlich genannt werden. In der Topographischen Karte sind dieselben drei Bäume sowie zusätzlich ein Gewässer als Naturdenkmäler eingezeichnet. Im Bereich der Stadt Wolfratshausen wurden demnach zwei, drei oder vier Naturdenkmäler ausgewiesen, darunter keine Geotop-Naturdenkmäler.
Der Schutzstatus der Baumhasel bei der Kreisklinik und des Biotops bei der Obermühle bedarf weiterer Überprüfung.
| Name                              | Bild | Kennung | Einzelheiten | Position | Fläche Hektar | Datum |
| --------------------------------- | ---- | ------- | --- | -------- | ------------- | ----- |
| Finsterwalder-Linde               |      |         | Wolfratshausen Winterlinde (Tilia cordata) am Loisachufer im Stadtzentrum, geschätzter Stammumfang etwa 5–6 m | ⊙        |               |       |
| Baumhasel im Park der Kreisklinik |      |         | Wolfratshausen Baumhasel (Corylus colurna) im Park der Kreisklinik Wolfratshausen (Moosbauerweg 5), geschätztes Alter 60–70 Jahre                                                                                  | ⊙        |               |       |
| Biotop bei der Obermühle          |      |         | Wolfratshausen Bei der Obermühle (zwischen der Beuerberger Straße und Am Gries, westlich der Obermühlstraße) erstreckt sich ein Feuchtgebiet am Fuß der Hangleite des Loisachtals, wahrscheinlich ein Quellbiotop. | ⊙        |               |       |
| Legende für Naturdenkmal          |      |         | |          |               |       |

### Ehemalige Naturdenkmäler in Wolfratshausen
| Name                     | Bild | Kennung | Einzelheiten | Position | Fläche Hektar | Datum |
| ------------------------ | ---- | ------- | --- | -------- | ------------- | ----- |
| Dorflinde in Weidach     |      |         | Wolfratshausen Linde gegenüber dem ehemaligen Weidacher Rathaus (Weidacher Hauptstraße 40), stark ausgeschnitten, kahle Stellen, Stamm mit Spanngurt gesichert (Stand: 2021). – In der Nacht des 25./26. Juli 2022 wurde der „über 260 Jahre alte“ Baum von einem Gewittersturm umgestürzt und anschließend restlos beseitigt. | ⊙        |               |       |
| Legende für Naturdenkmal |      |         | |          |               |       |

## Gemeindefreie Gebiete
Aus den Gemeindefreien Gebieten Pupplinger Au und Wolfratshauser Forst, die größtenteils als Naturschutzgebiet geschützt sind, sind keine zusätzlich auch als Naturdenkmäler geschützten Objekte bekannt.